# Cunter
Cunter (do 1943 Conters im Oberhalbstein) − miejscowość w gminie Surses w Szwajcarii, w kantonie Gryzonia, w regionie Albula. 31 grudnia 2020 liczyła 256 mieszkańców. Do 31 grudnia 2015 samodzielna gmina (Gemeinde).